# William Thomson (marin)
Pour les articles homonymes, voir William Thompson.
William Thompson était un capitaine de marine marchande terre-neuvien, resté célèbre pour avoir été le commandant de la Mary Dear, navire chargé du transport du trésor ecclésiastique de Lima vers le Mexique à la fin de l'année 1820, puis accusé d'avoir enterré le trésor sur une île du Pacifique.

## Histoire
Au début du XIXe siècle, l'Empire espagnol a subi des guerres d'indépendance. Sa capitale en Amérique du Sud, Lima, ayant été évacuée, le vice-roi de Lima décide de transporter hors de la ville le trésor ecclésiastique de Lima.
William Thompson est chargé de le convoyer sur son navire marchand, la Mary Dear, vers le Mexique, autre capitale occidentale de l'empire. Il est accompagné de six gardes armés et d'ecclésiastiques espagnols.
Thompson et son équipage vont être accusés d'avoir tranché la gorge des gardes et des prêtres, et jeté leurs corps par-dessus bord,, avant de remonter vers l'île Cocos[réf. nécessaire], à 350 miles au large de la côte de l'actuelle Costa Rica, où lui et ses hommes enterreront le trésor, brûleront la Mary Dear et gagneront la terre sur des canots de sauvetage.
Des corps de prêtres égorgés ayant été retrouvés sur le rivage, tout l'équipage a été renvoyé devant un procès pour piraterie. Thompson et son second ont été condamnés à être pendus. Pour sauver leur vie, les deux ont accepté de diriger les espagnols vers le trésor volé. Ils ont réussi à s'échapper dans la jungle, une fois sur l'île Cocos, où ils ont passé six mois. Thompson est retourné à Terre-Neuve avec l'aide d'un baleinier et y a vécu jusqu'à sa mort. Avant de mourir, il confie son histoire et une carte du trésor à un aventurier canadien croisé peu avant, John Keating, qui réunit associés et capitaux pour fouiller l’île, où il est victime d’une mutinerie et doit s’enfuir à la hâte, à bord d’une chaloupe, puis meurt avant d’avoir pu organiser une seconde expédition.